# Гомоморфізм кілець
Гомоморфізмом кілець називається деяке відображення одного кільця в інше, що узгоджується з операціями додавання і множення.

## Визначення

### Гомоморфізм кілець
Нехай {\displaystyle (R,+,\cdot )} і {\displaystyle (S,\oplus ,\odot )} — два кільця.
Гомоморфізмом кілець {\displaystyle R} і {\displaystyle S} називається відображення {\displaystyle h\colon R\to S} для якого виконуються умови
- {\displaystyle h(a+b)=h(a)\oplus h(b)}
- {\displaystyle h(a\cdot b)=h(a)\odot h(b)}

Якщо {\displaystyle R} і {\displaystyle S} мають одиничні елементи, то, як правило, додатково вимагається
- {\displaystyle h(1_{R})=1_{S}} — одиничний елемент {\displaystyle R} відображається на елемент {\displaystyle S}

### Пов'язані визначення
Образом гомоморфізма {\displaystyle h} називається множина
{\displaystyle \operatorname {Im} (h)=\{a\in S:\exists _{b\in R}\;a=h(b)\}}
Образ гомоморфізма {\displaystyle h} є підкільцем кільця {\displaystyle S}.
Ядром гомоморфізма {\displaystyle h} називається множина
{\displaystyle \ker h=\{a\in R:h(a)=0_{S}\}},
де {\displaystyle 0_{S}} позначає нуль кільця {\displaystyle S}. Ядро гомоморфізма {\displaystyle h} є ідеалом кільця {\displaystyle R}. Для комутативних кілець всі ідеали є ядрами деяких гомоморфізмів.
Мономорфізмом кілець називається ін'єктивний гомоморфізм.
Гомоморфізм {\displaystyle h\colon R\to S} є мономорфізмом кілець тоді і тільки тоді, коли {\displaystyle \ker h=\{0_{R}\}}, де {\displaystyle 0_{R}} позначає нуль кільця {\displaystyle R}.
Епіморфізмом кілець називається гомоморфізм {\displaystyle h\colon R\to S}, що є сюр'єктивним відображенням.
Гомоморфізм {\displaystyle h\colon R\to S} називається ізоморфізмом кілець тоді і тільки тоді, коли {\displaystyle h} є бієктивним відображенням, тобто одночасно мономорфізмом і епіморфізмом. Для нього тоді існує обернене відображення {\displaystyle h^{-1}}, що теж є ізоморфізмом кілець. Кільця {\displaystyle R} і {\displaystyle S} називаються ізоморфними, якщо існує ізоморфізм {\displaystyle h\colon R\to S}. 
Гомоморфізм {\displaystyle h\colon R\to R} кільця R в себе називається ендоморфізмом кільця. Якщо при цьому {\displaystyle h\colon R\to R} є ізоморфізмом, тоді цей гомоморфізм називається автоморфізмом.

## Властивості
- {\displaystyle h(0_{R})=0_{S}} тобто нульовий елемент з кільця {\displaystyle R} відображається на нульовий елемент в {\displaystyle S}
- Для всіх елементів {\displaystyle a\in R} виконується {\displaystyle -h(a)=h(-a)}. Ця рівність випливає з того, що: {\displaystyle h(a)\oplus h(-a)=h(a+(-a))=h(0_{R})=0_{S}.}
- Якщо існує гомоморфізм {\displaystyle h\colon R\to S} то характеристика кільця S ділить характеристику кільця R.
- Якщо R і S є комутативними кільцями і P є простим ідеалом кільця S, то {\displaystyle h^{-1}(P)} є простим ідеалом кільця R. Образ простого ідеалу при гомоморфізмі в загальному випадку не є навіть ідеалом.
- Композиція двох гомоморфізмів кілець є гомоморфізмом кілець. Одиничне відображення є гомоморфізмом кілець. Тому всі кільця разом з гомоморфізмами кілець утворюють категорію — категорію кілець. Комутативні кільця разом із їх гомоморфізмами утворюють підкатегорію категорії кілець.

## Приклади
- Комплексне спряження {\displaystyle \mathbb {C} \to \mathbb {C} ;z\mapsto {\bar {z}}} є прикладом автоморфізму кільця.
- Відображення {\displaystyle \varphi \colon \,\mathbb {Z} \to \mathbb {Z} /{\mathit {n\mathbb {Z} }}} визначене як {\displaystyle {\mathit {z}}\mapsto {\mathit {z}}\operatorname {mod} {\mathit {n}}} є епіморфізмом кілець.
- Для деякого елемента {\displaystyle a\in R^{*}} можна визначити автоморфізм {\displaystyle f_{a}\colon R\to R;r\mapsto a\cdot r\cdot a^{-1}}.
- Для кільця функцій визначених в якійсь множині із значеннями в множині дійсних чисел, вибравши довільну точку із області визначення можна отримати відображення, що кожній функції ставить у відповідність її значення у вибраній точці. Дане відображення буде гомоморфізмом з кільця функцій в поле дійсних чисел.

## Канонічний гомоморфізм
Для довільного кільця {\displaystyle R} і його ідеала {\displaystyle I\subseteq R} відображення {\displaystyle h\colon R\to R/I} визначене як {\displaystyle h(a)=[a]} є епіморфізмом. Таке відображення {\displaystyle h} називається канонічним гомоморфізмом кільця {\displaystyle R} на фактор-кільце {\displaystyle R/I}.
Якщо {\displaystyle h\colon R\to S} є епіморфізмом кілець {\displaystyle R,S}, то {\displaystyle S} є ізоморфним фактор-кільцю {\displaystyle R/\ker h} (ізоморфізмом є відображення {\displaystyle g\colon R/\ker h\to S} визначене як {\displaystyle g\left([a]\right)=h(a)}) і {\displaystyle h=g\circ f}, де {\displaystyle f\colon R\to R/\ker h} є канонічним гомоморфізмом.